# 塗姓
塗姓是漢姓之一，與凃、涂兩姓不盡相同。其在中國大陸因漢字簡化已經併入涂姓；而在台灣則仍然有人使用。

## 延伸阅读
[在维基数据编辑]
 《欽定古今圖書集成·明倫彙編·氏族典·塗姓部》，出自陈梦雷《古今圖書集成》